# Матвиенко, Елизавета Евгеньевна
Елизавета Евгеньевна Матвиенко (р. 22 августа 2005, Липецк) — российская волейболистка. Нападающая-доигровщица.

## Биография
Елизавета Матвиенко начала заниматься волейболом в Липецке в 2016 году в группе подготовки волейбольного клуба «Липецк». Первый тренер — М. Д. Кутюкова.
С 2017 выступала за команду «Липецк-Индезит»-2 в первой лиге чемпионата России. С 2020 играла за «Липецк»-2 в молодёжной лиге. Одновременно заявлена и за основную команду ВК «Липецк», в составе которой 27 сентября 2020 года дебютировала в суперлиге чемпионата России. 

### Клубная карьера
- 2017—2023 —  «Липецк-Индезит»-2/«Липецк»-2 (Липецк);
- 2020—2023 —  «Липецк» (Липецк).